# Mamaindê
Mamaindê (Mamaindé), pleme i skupina plemena porodice Nhambicuaran naseljenih u bazenu Amazone po tropskim šumama brazilskih država Mato Grosso i Rondônia. Mamaindê vlastiti žive u Mato Grossu na dva rezervata AI Pirineus de Souza  (118 Nambikwara Mamaindê, Manduka i Sabanê, 1989) i AI Vale do Guaporé, većina na aldeji (selu) Capitão Pedro (s 341 Nambikwara Hahaintesu, Mamaindê, Negarotê, Waikisu i Wasusu, 1989; CEDI 1990)

## Vanjske poveznice
- Mamaindé  Arhivirana inačica izvorne stranice od 19. lipnja 2008. (Wayback Machine)
- Mamaindê  Arhivirana inačica izvorne stranice od 23. rujna 2014. (Wayback Machine)